# Gimme More
"Gimme More" là một bài hát của nghệ sĩ thu âm người Mỹ Britney Spears nằm trong album phòng thu thứ năm của cô, Blackout (2007). Nó được phát hành vào ngày 20 tháng 9 năm 2007 bởi Jive Records như là đĩa đơn đầu tiên trích từ album. Bài hát được viết lời bởi Nate "Danja" Hills, James "Jim Beanz" Washington, Keri Hilson và Marcella Araica, và do Jack Black sản xuất với phần xử lý giọng hát được thực hiện bởi Washington và Hilson. "Gimme More" được thu âm vào năm 2006, trong thời kỳ mang thai lần hai của Spears, và đây cũng là một trong những sản phẩm đầu tay của Danja. Nó bắt đầu bằng một đoạn giới thiệu, trong đó nữ ca sĩ nói cụm từ "It's Britney, bitch", đã trở thành câu cửa miệng trong văn hoá đại chúng. Về mặt âm nhạc, nó là một bản uptempo dance-pop với giọng hát thở và ảnh hưởng từ nhiều thể loại khác nhau, như nhạc điện tử, với nội dung đề cập đến vấn đề khiêu vũ và tình dục, những chủ đề gây thắc mắc của công chúng đối với cuộc sống riêng tư của Spears. Bản nhạc được kết thúc bằng một đoạn nói kết thúc bài của Danja.
"Gimme More" nhận được những đánh giá tích cực từ các nhà phê bình âm nhạc, trong đó họ tán dương phần âm nhạc và giọng hát thở đặc sắc của Spears. Nó đạt vị trí thứ 3 trên bảng xếp hạng Billboard Hot 100, trở thành bài hát thứ năm của Spears lọt vào top 10 tại đây cũng như là đĩa đơn có thứ hạng cao thứ hai trong sự nghiệp của cô vào thời điểm đó. Nó cũng đứng đầu bảng xếp hạng ở Canada, và lọt vào top 10 ở 14 quốc gia khác. Video ca nhạc của "Gimme More" được phát hành vào ngày 5 tháng 10 năm 2007, trong đó Spears hoá thân thành một vũ nữ thoát y. Nó đã vấp phải những phản ứng trái chiều đến tiêu cực từ giới phê bình, những người phê bình gay gắt việc múa cột của Spears cũng như sự thiếu đường dây cốt truyện trong video. Một phiên bản khác thay thế đã bị rò rỉ vào ngày 18 tháng 7 năm 2011.
Spears đã trình diễn "Gimme More" tại lễ trao giải Giải Video âm nhạc của MTV năm 2007, với bộ bikini màu đen nạm đá quý. Màn trình diễn này đã vấp phải những phản ứng gay gắt từ nhiều nhà phê bình về vũ đạo, phong cách trình diễn lẫn trang phục, và nhận xét nó như là "một trong những điều tồi tệ nhất tại lễ trao giải MTV". Chris Crocker đã đăng tải một video để phản hồi về những lời chỉ trích hướng về Spears, có tiêu đề "Leave Britney Alone!", giúp anh trở thành một nhân vật nổi tiếng trên Internet và thu hút sự chú ý từ các phương tiện truyền thông. Spears cũng đã trình diễn "Gimme More" trong Femme Fatale Tour (2011) và Britney: Piece of Me (2013-17). "Gimme More" còn được hát lại và lấy đoạn mẫu bởi nhiều nghệ sĩ như Sia và Marié Digby.

## Danh sách bài hát
| - Đĩa CD 1. "Gimme More" — 4:11 2. "Gimme More" (Kaskade Remix) — 3:21 - Đĩa CD tại Úc 1. "Gimme More" — 4:11 2. "Gimme More" (bản không lời) — 4:09 - Đĩa CD maxi 1. "Gimme More" — 4:11 2. "Gimme More" (Kaskade Club Mix) — 6:08 3. "Gimme More" (Junkie XL Extended Mix) — 5:54 4. "Gimme More" (Seiji Dub) — 5:03 5. "Gimme More" (StoneBridge Club Mix) — 7:24 6. "Gimme More" (Video tăng cường) — 4:02 | - Đĩa đơn nhạc số – Remixes 1. "Gimme More" (Paul Oakenfold Radio Mix) — 3:40 2. "Gimme More" (Kaskade Radio Mix) — 3:20 3. "Gimme More" (Eli Escobar & Doug Grayson Remix) [featuring Amanda Blank] — 3:49 4. "Gimme More" (Paul van Dyk Club Mix) [Radio Edit] — 3:42 5. "Gimme More" (Junior Vasquez & Johnny Vicious Club Remix) [Radio Edit] — 4:34 - Đĩa đơn nhạc số – Sticky Remix (Club Mix) 1. "Gimme More" (Sticky Remix) [Club Mix] — 5:54 - Đĩa đơn nhạc số – "Kimme More" Remix 1. "Gimme More" ("Kimme More" Remix) [hợp tác với Lil' Kim] — 4:12 - Đĩa đơn nhạc số – Digital 45 1. "Gimme More" — 4:11 2. "Gimme More" (Paul Oakenfold Mix) — 6:06 |

## Xếp hạng
| Bảng xếp hạng (2007)                | Vị trí cao nhất |
| ----------------------------------- | --------------- |
| Úc (ARIA)                           | 3               |
| Áo (Ö3 Austria Top 40)              | 8               |
| Bỉ (Ultratop 50 Flanders)           | 5               |
| Bỉ (Ultratop 50 Wallonia)           | 4               |
| Canada (Canadian Hot 100)           | 1               |
| Cộng Hòa Séc Airplay (IFPI)         | 19              |
| Đan Mạch (Tracklisten)              | 2               |
| Châu Âu (European Hot 100 Singles)  | 2               |
| Phần Lan (Suomen virallinen lista)  | 6               |
| Pháp (SNEP)                         | 5               |
| Đức (Official German Charts)        | 7               |
| Hungary (Mahasz)                    | 17              |
| Ireland (IRMA)                      | 2               |
| Ý (FIMI)                            | 2               |
| Hà Lan (Dutch Top 40)               | 32              |
| Hà Lan (Single Top 100)             | 35              |
| New Zealand (Recorded Music NZ)     | 15              |
| Na Uy (VG-lista)                    | 3               |
| Thụy Điển (Sverigetopplistan)       | 2               |
| Thụy Sĩ (Schweizer Hitparade)       | 4               |
| Anh Quốc (OCC)                      | 3               |
| Ukraine (FDR Charts)                | 4               |
| Hoa Kỳ Billboard Hot 100            | 3               |
| Hoa Kỳ Dance Club Songs (Billboard) | 1               |
| Hoa Kỳ Pop Airplay (Billboard)      | 17              |
| Hoa Kỳ Rhythmic (Billboard)         | 36              |

| Bảng xếp hạng (2007)                 | Vị trí |
| ------------------------------------ | ------ |
| Australia (ARIA)                     | 46     |
| Belgium (Ultratop 50 Flanders)       | 72     |
| Belgium (Ultratop 40 Wallonia)       | 64     |
| Europe (European Hot 100 Singles)    | 50     |
| France (SNEP)                        | 87     |
| Germany (Official German Charts)     | 97     |
| Italy (FIMI)                         | 27     |
| Japan (Tokyo Hot 100)                | 88     |
| Sweden (Sverigetopplistan)           | 41     |
| Switzerland (Schweizer Hitparade)    | 61     |
| UK Singles (Official Charts Company) | 52     |
| US Pop Songs (Billboard)             | 94     |
| Bảng xếp hạng (2008)                 | Vị trí |
| Europe (European Hot 100 Singles)    | 82     |

## Chứng nhận
| Quốc gia                                                                           | Chứng nhận  | Số đơn vị/doanh số chứng nhận |
| ---------------------------------------------------------------------------------- | ----------- | ----------------------------- |
| Úc (ARIA)                                                                          | Vàng        | 35.000^                       |
| Canada (Music Canada)                                                              | Vàng        | 20,000^                       |
| Đan Mạch (IFPI Đan Mạch)                                                           | Bạch kim    | 15,000^                       |
| Nhật Bản (RIAJ)                                                                    | Vàng        | 100.000^                      |
| Thụy Điển (GLF)                                                                    | Vàng        | 10.000^                       |
| Anh Quốc (BPI)                                                                     | Bạc         | 200.000^                      |
| Hoa Kỳ (RIAA)                                                                      | Bạch kim    | 1,810,000                     |
| Nhạc chuông                                                                        |             |                               |
| Canada (Music Canada)                                                              | 2× Bạch kim | 80,000^                       |
| * Chứng nhận dựa theo doanh số tiêu thụ. ^ Chứng nhận dựa theo doanh số nhập hàng. |             |                               |